# Leptothorax laurae
Leptothorax laurae är en myrart som beskrevs av Carlo Emery 1884. Leptothorax laurae ingår i släktet smalmyror, och familjen myror.

## Underarter
Arten delas in i följande underarter:
- L. l. colettae
- L. l. laurae
- L. l. rosae